# Park Tower de Transbay (San Francisco)
Park Tower at Transbay és un gratacel d'oficines de 43 pisos i 184 metres (605 peus) a San Francisco, Califòrnia. La torre es troba al bloc 5 del pla de desenvolupament de San Francisco Transbay a la cruïlla dels carrers Beale i Howard, a prop del Transbay Transit Center. La torre té una superfície de 69.000 m² d'oficina.

## Història
El bloc 5, una àrea delimitada pels carrers Howard, Main, Beale i Natoma, antigament era una parcel·la de propietat estatal que s'utilitzava per a les rampes que conduïen a la terminal de Transbay i l'autopista Embarcadero, demolida des d'aleshores. El bloc està dividit en dos per una calçada per al veí Edifici Financer Providian. Encara que està zonificada per a desenvolupament residencial, l'Oficina d'Inversió i Infraestructura Comunitària de San Francisco va emetre una sol·licitud de proposta per a una torre de 170 metres d'altura amb 700.000 peus quadrats (65.000 m²) d'espai d'oficines.